# V479 Близнецов
V479 Близнецов (лат. V479 Geminorum) — одиночная переменная звезда в созвездии Близнецов на расстоянии (вычисленном из значения параллакса) приблизительно 19 815 световых лет (около 6 075 парсек) от Солнца. Видимая звёздная величина звезды — от менее +16,3m до +13,5m.

## Характеристики
V479 Близнецов — красная углеродная пульсирующая переменная звезда, мирида (M) спектрального класса C. Эффективная температура — около 3286 К.